# Mohamed Guezzaz
Mohamed Guezzaz (Arabisch: محمد كزاز) (Kenitra, 1 oktober 1962) is een Marokkaanse voetbalscheidsrechter, die ook internationaal actief is. 
Guezzaz floot op het WK in 2002 de wedstrijd tussen Spanje en Slovenië. Hij was daar ook actief als vierde official. 
Guezzaz leidde zowel in 2004 als 2006 twee wedstrijden op de Afrika Cup. In 2005 floot hij op het WK voor clubs in Japan de wedstrijd om de derde plaats tussen Al Ittihad en Deportivo Saprissa.
Voor het WK in 2006 in Duitsland stond Guezzaz op de reservelijst. Hij was daar wel vierde official.